# Weißkopf (Stargard)

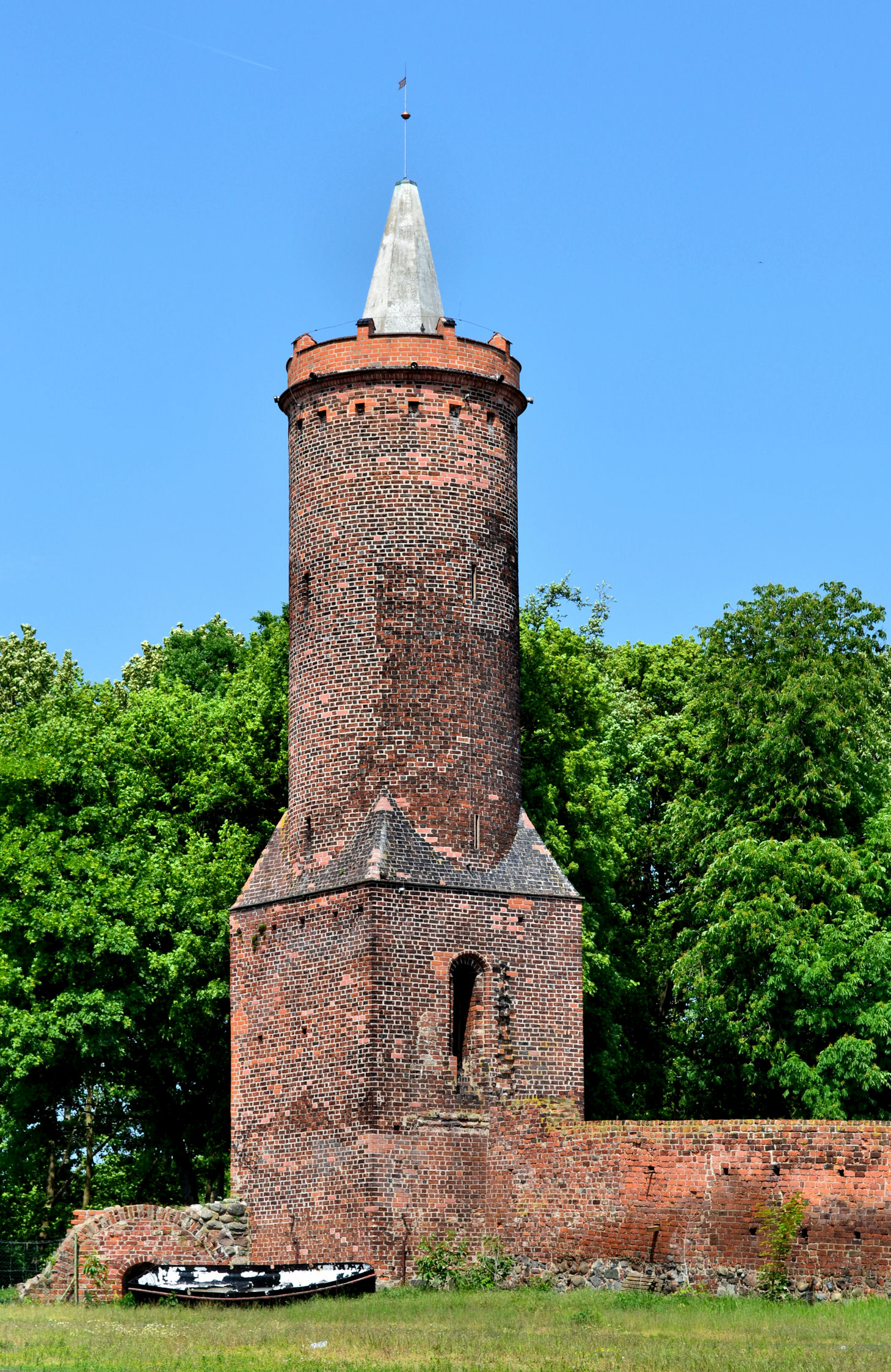
Weißkopfbastei

Der Weißkopf (polnisch Baszta Białogłówka) ist ein markanter Turm der Stadtbefestigung im polnischen Stargard. 

## Geschichte
Der Weißkopf ist der älteste Teil der Stadtbefestigung. Nach Kriegszerstörungen im Krieg zwischen der Hanse und Dänemark wurde die Stadtbefestigung wieder hergestellt und ausgebaut. Die vorherige Stadtmauer bestand nur aus Feldstein und Lehm, die neue wurde mit Hilfe von Mörtel gemauert. Als Ort für den ersten Turm der neuen Stadtbefestigung wurde die Nordostecke der Stadt gewählt, wo Furten durch die Ihna führten. Von hier war auch der Lauf der Ihna einsehbar, während vom Hafen aus die Bäume der Prützkammer und des Dürren Buschs die Sicht auf die Ihna nahmen.

## Bauwerk
Da die Waffe des zeitgenössischen Bürgers die Armbrust war, konnte der Turm sehr eng gebaut werden. Aus einem Sockel mit quadratischem Fundament steht ein zylindrischer Turmrumpf. Die Turmkrone springt kaum hervor und sieht Rüstlöcher vor. Im späteren Krieg mit Stettin erhielt der Turm einen hölzernen Aufbau. Dieser Aufbau erinnerte vermutlich an einen mit einer Kegelmütze bedeckten Kopf und gab dem Turm im Volksmund den Namen Weißkopf. Die polnische Bezeichnung ist eine Übersetzung des deutschen Namens.